# Надзубни назал
Надзубни или алвеоларни назал јесте сугласник који се користи у бројним говорним језицима. Симбол у Међународном фонетском алфабету који представља овај звук је .
Огромна већина светских језика имају алвеоларни или зубни назал. Постоји само неколико језика који имају , али не и , на пример колоквијални самоански, а такође постоје и они који уопште немају ова два гласа (Ротокас језик).

## Карактеристике
Карактеристике алвеоларног назала:
- Начин артикулације је назални, што значи да ваздушна струја из плућа може ући у носну дупљу и изаћи из ње.
- Место артикулације је алвеоларно што значи да врх језика додирује алвеоле.
- Фонација је звучна, што значи да гласне жице не трепере током артикулације.

### Примери
| Језик            | Језик                      | Реч | ИПА]] | Значење           | Напомене                                  |
| ---------------- | -------------------------- | --- | ----- | ----------------- | ----------------------------------------- |
| Адигејски        | Адигејски                  | нэфнэ |       | 'светло'          |                                           |
| Арапски          | модерни стандардни арапски | نار |       | 'ватра'           |                                           |
| Баскијски        | Баскијски                  | [ni] грешка: {{lang}}: текст има искошену назнаку (помоћ)                                                                          |       | 'ја'              |                                           |
| Каталонски       | Каталонски                 | [nou] грешка: {{lang}}: текст има искошену назнаку (помоћ)                                                                         |       | 'нови'            |                                           |
| Кинески          | мандарински                | [[難] грешка: {{lang}}: непрепозната ознака језика: zh-cmn-Hani (помоћ) [nán] грешка: {{lang}}: текст има искошену назнаку (помоћ) |       | 'тешко'           |                                           |
| Чешки            | Чешки                      | [na] грешка: {{lang}}: текст има искошену назнаку (помоћ)                                                                          |       | 'на'              |                                           |
| Холандски        | Холандски                  | [nacht] грешка: {{lang}}: текст има искошену назнаку (помоћ)                                                                       |       | 'ноћ'             |                                           |
| Енглески         | Енглески                   | [nice] грешка: {{lang}}: текст има искошену назнаку (помоћ)                                                                        |       | 'лепо'            |                                           |
| Фински           | Фински                     | [annan] грешка: {{lang}}: текст има искошену назнаку (помоћ)                                                                       |       | 'дајем'           |                                           |
| Грузијски        | Грузијски                  | კანი |       | 'кожа'            |                                           |
| Немачки          | Немачки                    | [Lanze] грешка: {{lang}}: текст има искошену назнаку (помоћ)                                                                       |       | 'коњаничко копље' |                                           |
| Грчки            | Грчки                      | [νάμα náma] грешка: {{lang}}: текст има искошену назнаку (помоћ)                                                                   |       | 'освештано вино'  |                                           |
| Гуџаратски       | Гуџаратски                 | નહી |       | 'не'              |                                           |
| Хавајски         | Хавајски                   | [naka] грешка: {{lang}}: текст има искошену назнаку (помоћ)                                                                        |       | 'промућкати'      |                                           |
| Хебрејски        | Хебрејски                  | נבון |       | 'разборит'        |                                           |
| Хинди, Урду      | Хинди, Урду                | [नया] грешка: {{lang}}: писмо: deva није подржано за кôд: hi (помоћ) / نیا                                                          |       | 'нови'            |                                           |
| Мађарски         | Мађарски                   | [nagyi] грешка: {{lang}}: текст има искошену назнаку (помоћ)                                                                       |       | 'баба'            |                                           |
| Италијански      | Италијански                | [nano] грешка: {{lang}}: текст има искошену назнаку (помоћ)                                                                        |       | 'кепец'           |                                           |
| Јапански         | Јапански                   | 反対 [hantai] грешка: {{lang}}: текст има искошену назнаку (помоћ)                                                                 |       | 'супротно'        |                                           |
| Корејски         | Корејски                   | [나] грешка: {{lang}}: непрепознато писмо: kang за кôд: ko (помоћ) [na] грешка: {{lang}}: текст има искошену назнаку (помоћ)       |       | 'ја'              |                                           |
| Македонски       | Македонски                 | нос |       | 'нос'             |                                           |
| Малајски         | Малајски                   | [nasi] грешка: {{lang}}: текст има искошену назнаку (помоћ)                                                                        |       | 'кувани пиринач'  |                                           |
| Малајаламски     | Малајаламски               | [കന്ന] грешка: {{lang}}: писмо: mlym није подржано за кôд: ml (помоћ)                                                               |       | 'девица'          |                                           |
| Малтешки         | Малтешки                   | [lenbuba] грешка: {{lang}}: текст има искошену назнаку (помоћ)                                                                     |       | 'пендрек'         |                                           |
| Маратхи          | Маратхи                    | नख |       | 'нокат'           |                                           |
| Нгве             | мокнги дијалект            | |       | 'сунце'           |                                           |
| Норвешки         | Норвешки                   | [mann] грешка: {{lang}}: текст има искошену назнаку (помоћ)                                                                        |       | 'човек'           |                                           |
| Пирахашки        | Пирахашки                  | [gíxai] грешка: {{lang}}: текст има искошену назнаку (помоћ)                                                                       |       | 'ти'              |                                           |
| Словачки         | Словачки                   | [na] грешка: {{lang}}: текст има искошену назнаку (помоћ)                                                                          |       | 'на'              |                                           |
| Шпански          | Шпански                    | [nada] грешка: {{lang}}: текст има искошену назнаку (помоћ)                                                                        |       | 'ништа'           |                                           |
| Шведски          | Шведски                    | [nu] грешка: {{lang}}: текст има искошену назнаку (помоћ)                                                                          |       | 'сад'             |                                           |
| Тамилски         | Тамилски                   | [நாடு] грешка: {{lang}}: писмо: taml није подржано за кôд: ta (помоћ)                                                                |       | 'земља'           |                                           |
| Турски           | Турски                     | [neden] грешка: {{lang}}: текст има искошену назнаку (помоћ)                                                                       |       | 'разлог'          |                                           |
| Вијетнамски      | Вијетнамски                | [bạn đi] грешка: {{lang}}: текст има искошену назнаку (помоћ)                                                                      |       | 'ти (сада) идеш'  | Јавља се само пре алвеоларних сугласника. |
| Западнофризијски | Западнофризијски           | [nekke] грешка: {{lang}}: текст има искошену назнаку (помоћ)                                                                       |       | 'врат'            |                                           |
| Ји               | Ји                         | ꆅ [na] грешка: {{lang}}: текст има искошену назнаку (помоћ)                                                                       |       | 'болети'          |                                           |
| Запотечки        | тилкиапански дијалект      | nanɨɨ |       | 'дама'            |                                           |